# A Skylit Drive
A Skylit Drive (auch kurz ASD) war eine sechsköpfige experimentelle Post-Hardcore-Band aus Lodi, Kalifornien. Die Band veröffentlichte bis zu ihrer Auflösung im Jahr 2017 eine EP, fünf Alben und eine DVD beim Label Tragic Hero Records. Das zweite Studioalbum mit dem Titel „Adelphia“ erschien am 9. Juni 2009 via Fearless Records.

## Stil
Die Band ist bekannt für den einzigartigen, hohen Gesang von Michael Jagmin und den dazu im Kontrast stehenden harten Screams des Bassisten Brian White. Wichtige Elemente sind außerdem die schnellen Doublebass-Passagen und die klangvollen Synthesizer-Anlagen.

## Geschichte

### Gründung und EP
A Skylit Drive’s ursprüngliche Mitglieder trafen sich während der High-School-Zeiten in Lodi. Dort besuchte Cory LaQuay (Drummer) die Franklin High in Elk Grove, Kalifornien (zusammen mit Matt Mingus, dem Drummer von Dance Gavin Dance). Ihre Debüt-EP „She Watched The Sky“ wurde am 23. Januar 2007 vom Label Tragic Hero Records veröffentlicht. Dazu wurde ein Video von dem Lied „Drown The City“ von Brianna Campbell gedreht. In dem Video spielen ASD auf einem Parkplatz und in einem Club.  Der Veröffentlichung der EP folgte eine Tour mit den Gruppen Four Letter Lie, Blessthefall, Scary Kids Scaring Kids, Greeley Estates, Oh Sleeper, The Blackout, Alesana, Before Their Eyes, Dance Gavin Dance, Kenotia, Pierce the Veil und From First to Last. Um andere musikalische Interessen zu verfolgen, und wahrscheinlich wegen bandinterner Spannungen verließ Jordan Blake die Band im November 2007 (Er spielt jetzt im 2-Mann-Projekt „Watchout! Theres Ghosts“). Für die folgende Tour wurde Blake durch Jonny Craig ersetzt (ehemals bei Dance Gavin Dance, heute bei Slaves).

### Erstes Studioalbum
Michael „Jag“ Jagmin, ehemals Sänger der Band Odd Project, ersetzte darauffolgend Craig. Das Debütalbum Wires... And the Concept of Breathing erschien am 20. Mai 2008. Die Platte schaffte es auf Platz 171 in den U.S. Billboard 200, nebenher noch in die Top Heatseekers Charts und auf Platz 20 bei den Top Independent Alben. Kurz nach der Veröffentlichung dieses Albums drehten die Jungs ein Musikvideo für die NonProfit-Gruppe „To Write Love On Her Arms“ inszeniert von Robby Starbuck.
Sie traten auf dem Bamboozle Festival 2008 auf und tourten im gleichen Sommerjahr gemeinsam mit Sky Eats Airplane, Breathe Carolina und Emarosa.
Es folgte eine weitere Tour mit Greeley Estates, August Burns Red, This or the Apocalypse, Escape the Fate, Alesana, Chiodos und Silverstein im Herbst 2008. Sie drehten außerdem eine Live-DVD mit dem Titel Let Go of the Wires, das am 9. Dezember 2008 veröffentlicht wurde.
Mitte November veröffentlichte die Band ein Musik-Video für den Song Wires... And The Concept Of Breathing. Das Video kann auf ihrem Myspace-Profil angeschaut werden. Ihr Song This Isn’t the End und das Video handeln über Teenager-Selbstmorde. Es wurde wiedermals von Robby Starbuck gedreht, in Zusammenarbeit mit der Non-Profit-Gruppe To Write Love on Her Arms. Beide Videos plus die Videos zu Knights of the Round, All It Takes for Your Dreams to Come True & I’m Not a Thief, I’m a Treasure Hunter sind auf der DVD Let Go Of The Wires, die 2008 veröffentlicht wurde, zu sehen. Daneben befindet sich noch eine Live-Performance, welche im Glasshouse in Pomona, Kalifornien aufgenommen wurde, auf der DVD.
Am 19. Dezember 2008 wurde bekannt gegeben, dass A Skylit Drive ein Teil der 2009 Vans Warped Tour sein werden. Im Frühjahr 2009 spielte die Band eine US-Headliner-Tour mit Dance Gavin Dance, Attack Attack! und In Fear and Faith.

### Zweites Studioalbum
Schon auf der DVD wurde bekanntgegeben, dass sich ASD in Planung eines neuen Studioalbums befinden. Die Platte sollte ursprünglich Glaciers heißen. Die Band gab jedoch später bekannt, dass dies nicht der Titel sein würde, und dass das Album mehr gefühlvolle Themen als das erste beinhalten werde.
Am 31. Januar 2009 veröffentlichte die Band in ihrem Blog, dass der Albumtitel unbekannt bleibe, bis „der richtige Zeitpunkt gekommen sei“.
Am 8. Januar 2009, gab die Band bekannt, dass sie zum Label Fearless Records gewechselt seien und dass das neue Album im Laufe des Jahres 2009 erscheinen würde.
Am 8. April 2009, veröffentlichte die Band auf ihrem offiziellen Myspace Blog die Trackliste, Titel und Veröffentlichungsdatum des neuen Albums. Es trägt den Titel „Adelphia“ und erschien am 9. Juni 2009.

### Drittes Studioalbum
Am 4. August 2010 gab die Band bekannt, dass sie mit den Aufnahmen für ein neues Album beginnen würden. Nachdem am 27. Oktober per MySpace mitgeteilt wurde, dass die Aufnahmen abgeschlossen seien, veröffentlichte  Nick Miller am 12. November ein Bild über Twitter bzw. Twitpic, welches einige erste Informationen zum dritten Studioalbum der Band zeigt. „Identity on Fire“ erschien im Februar 2011.

## Diskografie

### Studioalben
| Jahr | Titel                                | Höchstplatzierung, Gesamtwochen, AuszeichnungChartsChartplatzierungen (Jahr, Titel, Platzierungen, Wochen, Auszeichnungen, Anmerkungen) | Anmerkungen                              |
| Jahr | Titel                                | US | Anmerkungen                              |
| ---- | ------------------------------------ | --- | ---------------------------------------- |
| 2008 | Wires...and the Concept of Breathing | US171 (1 Wo.)US | Erstveröffentlichung: 21. Mai 2008       |
| 2009 | Adelphia                             | US64 (2 Wo.)US | Erstveröffentlichung: 9. Juni 2009       |
| 2011 | Identity on Fire                     | US98 (1 Wo.)US | Erstveröffentlichung: 15. Februar 2011   |
| 2013 | Rise                                 | US41 (2 Wo.)US | Erstveröffentlichung: 24. September 2013 |
| 2015 | ASD                                  | US59 (1 Wo.)US | Erstveröffentlichung: 9. Oktober 2015    |

Weitere Veröffentlichungen
- 2007: She Watched the Sky
- 2008: Let Go of the Wires
- 2015: Rise: Ascension

### Musikvideos
- 2007: Drown the City
- 2008: Wires and the Concept of Breathing
- 2008: This Isn’t the End
- 2008: Knights of the Round
- 2008: I’m Not a Thief, I’m a Treasure Hunter
- 2008: All It Takes for Your Dreams to Come True
- 2009: Those Cannons Could Sink a Ship
- 2011: Too Little Too Late
- 2014: Crazy
- 2015: Within These Walls
- 2015: Bring Me a War